# Cycas nongnoochiae
Cycas nongnoochiae é uma espécie de cicadófita do género Cycas da família Cycadaceae, nativa de Nakhon Sawan, na Tailândia. Segundo dados de 2010, a população tende a descrescer.